# Jangamerhatti (A), Sindhnur
Jangamerhatti (A) là một làng thuộc tehsil Sindhnur, huyện Raichur, bang Karnataka, Ấn Độ.